# Joachim Leipold
Joachim Leipold (* 9. Februar 1809 in Ulmbach (Steinau an der Straße); † im 19. Jahrhundert) war ein deutscher Landwirt und Mitglied der kurhessischen Ständeversammlung. 

## Leben
Joachim Leipold betrieb in seinem Heimatort eine Landwirtschaft, als er 1833 ein Mandat für die kurhessische Ständeversammlung erhielt. Diese wurde nach den Unruhen im Jahre 1831 zum Zweck der Beratung und Verabschiedung einer Verfassung gebildet und hatte bis 1866 Bestand, als das Land Hessen durch Preußen annektiert wurde.
Leipold blieb bis 1835 in dem Parlament, gewählt in dem Wahlbezirk Salmünster-Land. 